# Wurushemu
Wurushemu of Wurusemu  was in de Hattische mythologie de zonnegodin van Klein-Azië. Zij werd door de latere Hettitische mythologie, die zich geheel op die van de Hattiërs entte, overgenomen. Maar haar status daar verschoof naar die van godin van de onderwereld. Haar gemaal, de Zonnegod, is Eshtan.
Wurushemu komt ook voor als aardgodin en is dan echtgenote van de stormgod Taru. Hun zoon is Telepinu, een vegetatiegod. Wurushemu toont veel gelijkenis met de Hettitische zonnengodin Arinna.